# Клем Євгенія Лазарівна
Євгенія Лазарівна Клем (20 грудня 1898, Белград — 3 вересня 1953, Одеса) — український радянський педагог, керівник групи опору в концентраційному таборі «Равенсбрюк».

## Біографія
Євгенія Лазарівна Клем народилася 20 грудня 1898 року в Белграді у родині серба Лазаря Радаковича та росіянки. У 1903 році родина переїхала до Одеси. У 1917 році закінчила гімназію.
Учасниця громадянської війни в Росії. Під час Громадянської війни познайомилася і вийшла заміж за литовського бійця Роберта Клема, який згодом загинув. Після війни повернулася до Одеси, закінчила Одеський інститут народної освіти і поїхала добровольцем працювати шкільним вчителем на Далекий Схід.
У 1930-х роках повернулася до Одеси, вела курс методики викладання історії в Одеському педагогічному інституті. Розпочала роботу над кандидатською дисертацією «Бесіда як метод педагогіки».
Під час нацистської навали у 1941—1945 роках служила військовим фельдшером та перекладачем у Приморській армії, брала участь в обороні Одеси та Севастополя, була керівником однієї з груп опору в концентраційному таборі «Равенсбрюк».
У 1946—1953 роках викладала на історичному факультеті Одеського державного педагогічного інституту імені К. Д. Ушинського.
Пішла з життя 3 вересня 1953 року. Похована на 2 християнському кладовищі в Одесі (ділянка № 66, ряд 12, могила 15).
У 1964 році на могилі встановлений пам'ятник, виготовлений на кошти колишніх ув'язнених концтабору «Равенсбрюк» та колег з педінституту..

## Вислови
- «…Євгенія Клем у полоні стала взірцем справжнього солдата, який бореться з противником до останнього подиху усіма можливими засобами. Для багатьох її подруг по неволі вона залишилася зразком стійкості і оптимізму…», — Т. Пастушенко[4].
- «…Євгенія була душею і розумом не тільки радянського Опору, але й всього антифашистського Опору в таборі…», — Еріка Бухман[5].
- «…Ця мужня жінка змогла об'єднати нас в одну дружну сім'ю…З перших днів перебування у таборі вона всіляко намагалася вберегти нас від відчаю, безнадійності, вселяла віру в перемогу, намагання боротися за життя…», — В. Мелещенко[5].